# Antonio Lamberto Rusconi
Antonio Lamberto Rusconi (ur. 19 czerwca 1743 w Cento, zm. 1 sierpnia 1825 w Imoli) – włoski kardynał.

## Życiorys
Urodził się 19 czerwca 1743 roku w Ceno, jako syn Domenica Bartolomea Rusconiego i Marii Marty Manari. Studiował na Uniwersytecie Bolońskim, gdzie uzyskał doktorat utroque iure. Następnie został referendarzem Trybunału Obojga Sygnatur i audytorem Roty Rzymskiej. 1 stycznia 1803 roku przyjął święcenia diakonatu, a następnego dnia – prezbiteratu. 8 marca 1816 roku został kreowany kardynałem prezbiterem i otrzymał kościół tytularny Santi Giovanni e Paolo. Tego samego dnia został biskupem Imoli, a 21 marca przyjął sakrę. Zmarł 1 sierpnia 1825 roku w Imoli.